# Итальянская улица
Италья́нская улица — улица в Центральном районе Санкт-Петербурга. Проходит от набережной канала Грибоедова до набережной реки Фонтанки. Минует площадь Искусств и Манежную площадь, а также улицы: Михайловскую, Садовую, Малую Садовую и Караванную.
От улицы получил название построенный в конце XIX века Итальянский мост через канал Грибоедова.

## История

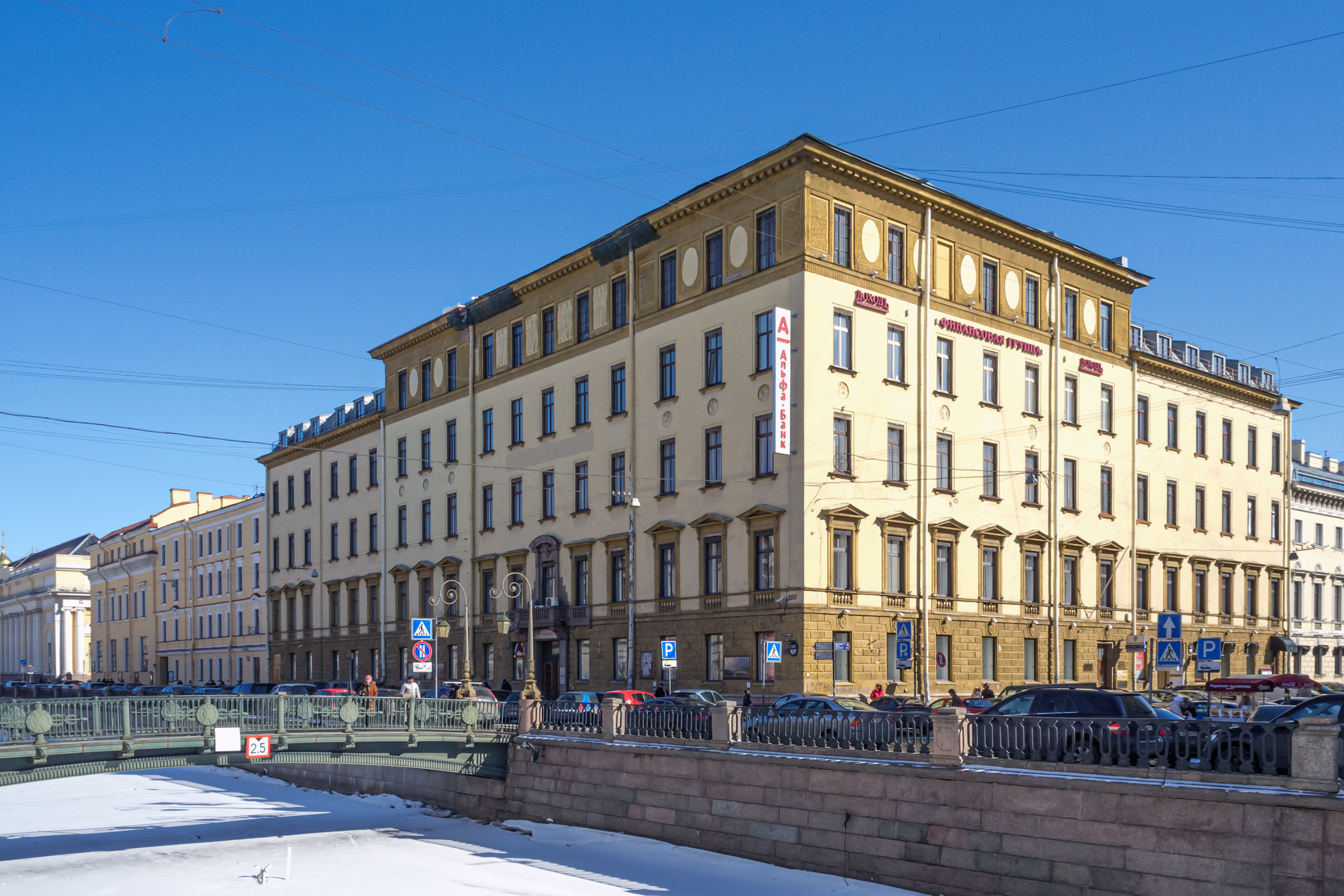
Особняк Горчакова — ныне офис ОАО «Гипрошахт»

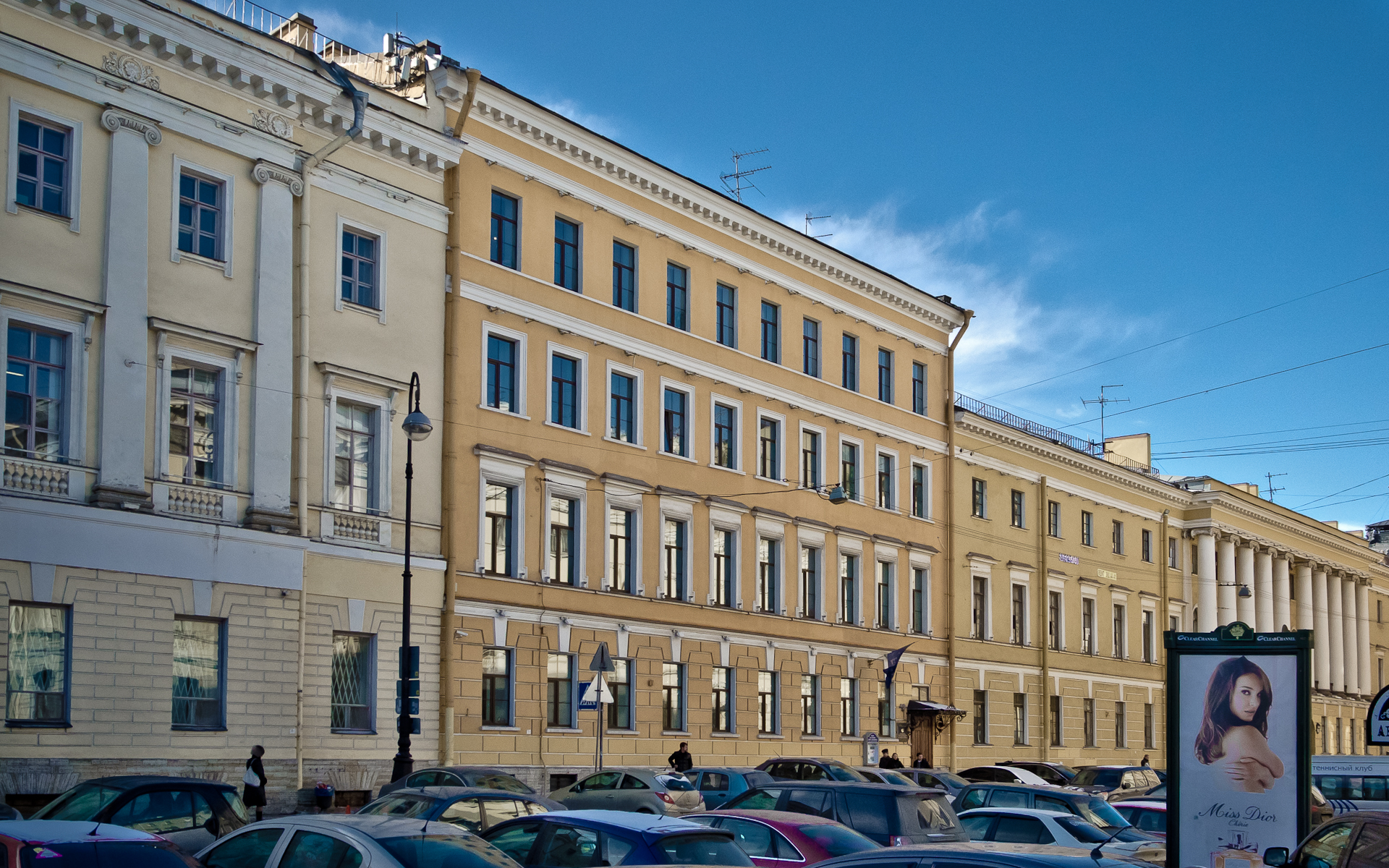
Дом костёла святой Екатерины

Название улице присвоено в 1739 году по стоявшему рядом Итальянскому дворцу, который строился по образу и подобию итальянских увеселительных домов. Обветшавший дворец был разобран в начале XIX века, а на его месте возведён Екатерининский институт.
В период с 1871 до 1902 года улица называлась Большой Итальянской, в то время как Малой Итальянской была современная улица Жуковского.
4 августа 1878 года на Итальянской улице народоволец С. Кравчинский нанёс смертельное ранение кинжалом шефу жандармов генералу Мезенцову, возвращавшемуся домой пешком после утренней службы.
В 1923 году улице присвоили имя погибшего в годы Гражданской войны комиссара Александра Семёновича Ракова (1885—1919). Прежнее наименование улице вернули в 1991 году.
В начале XXI века на улице была восстановлена брусчатка, которая, по мнению начальника отдела ремонта дорог Комитета по развитию транспортной инфраструктуры
Санкт-Петербурга Николая Рыжова, не только более эстетичная, но и более надежная конструкция.

## Примечательные здания и сооружения
Дом коллегии иезуитов
 ОКН № 7802532000

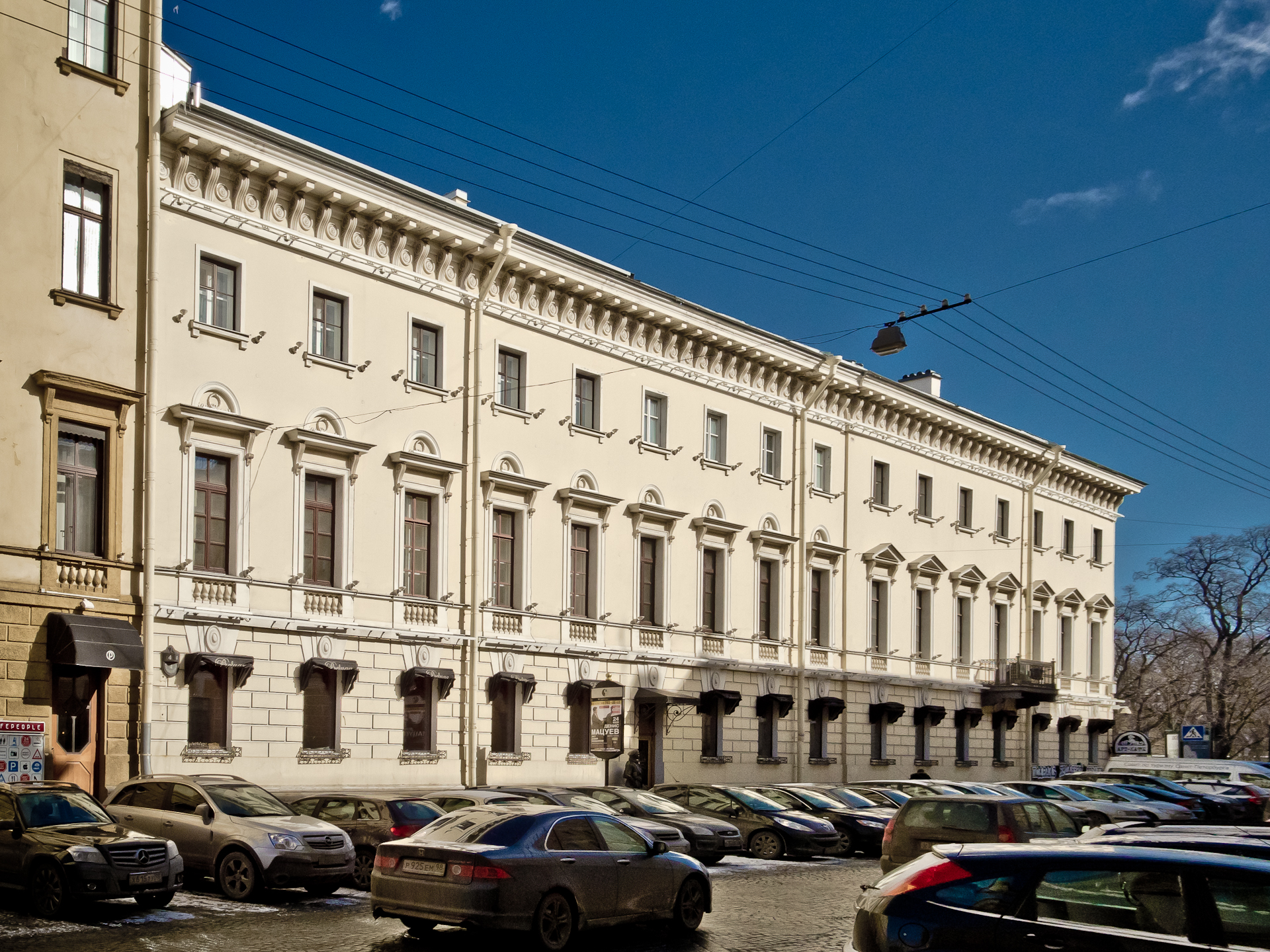
Дом Жако — Кабаре «Бродячая собака»

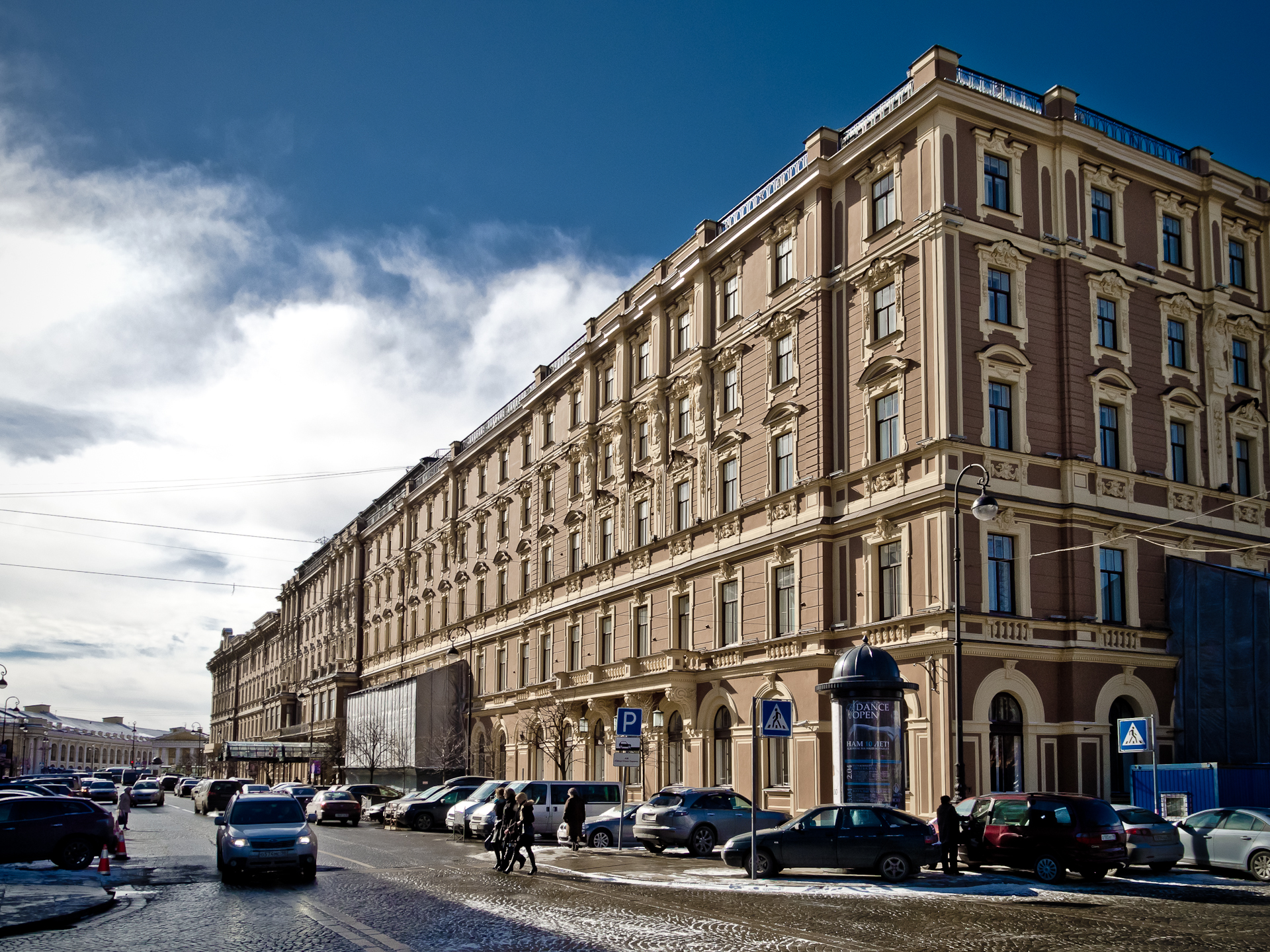
Гостиница «Европейская»

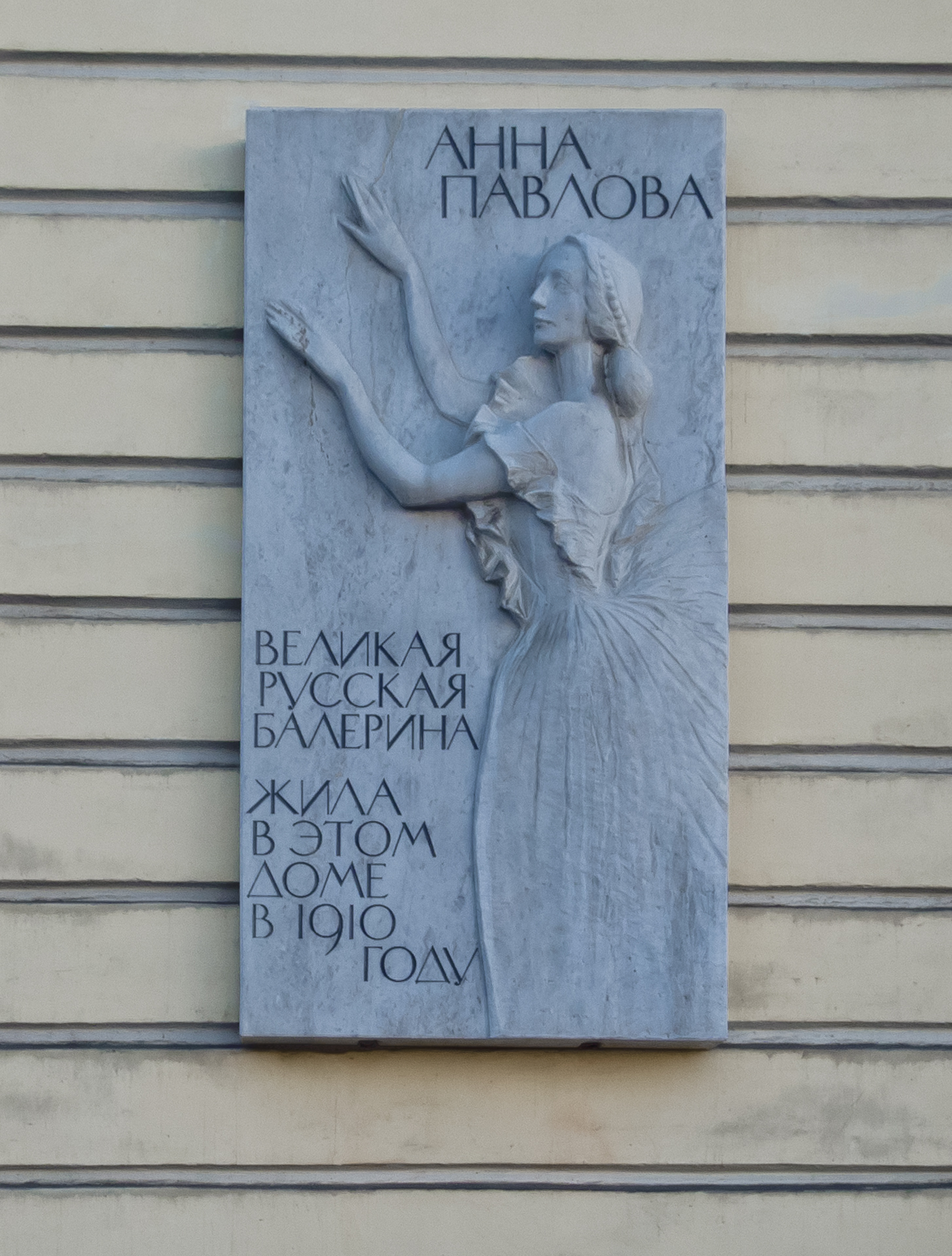
Мемориальная доска Анне Павловой на доме № 5

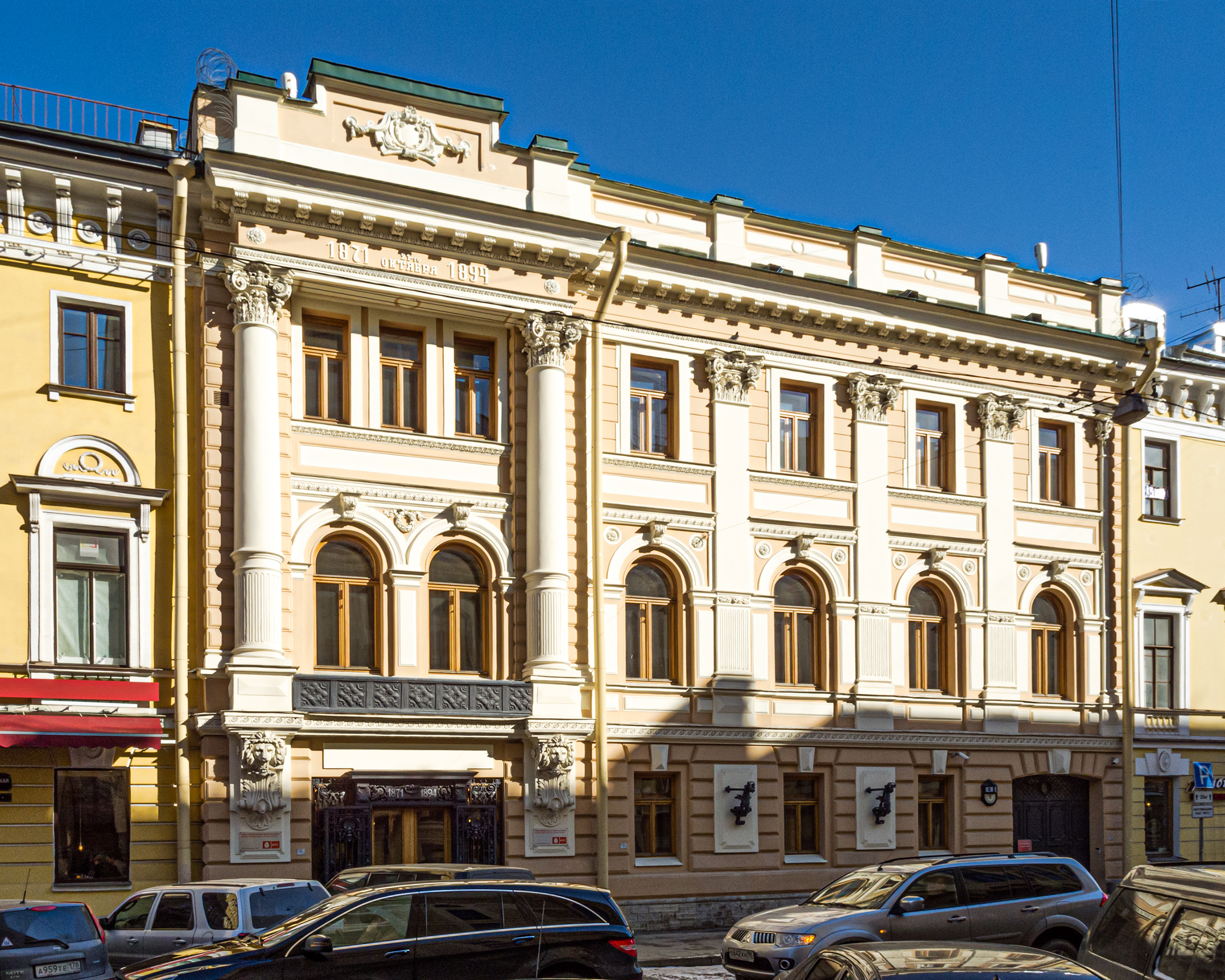
Здание Общества взаимного кредита уездного земства

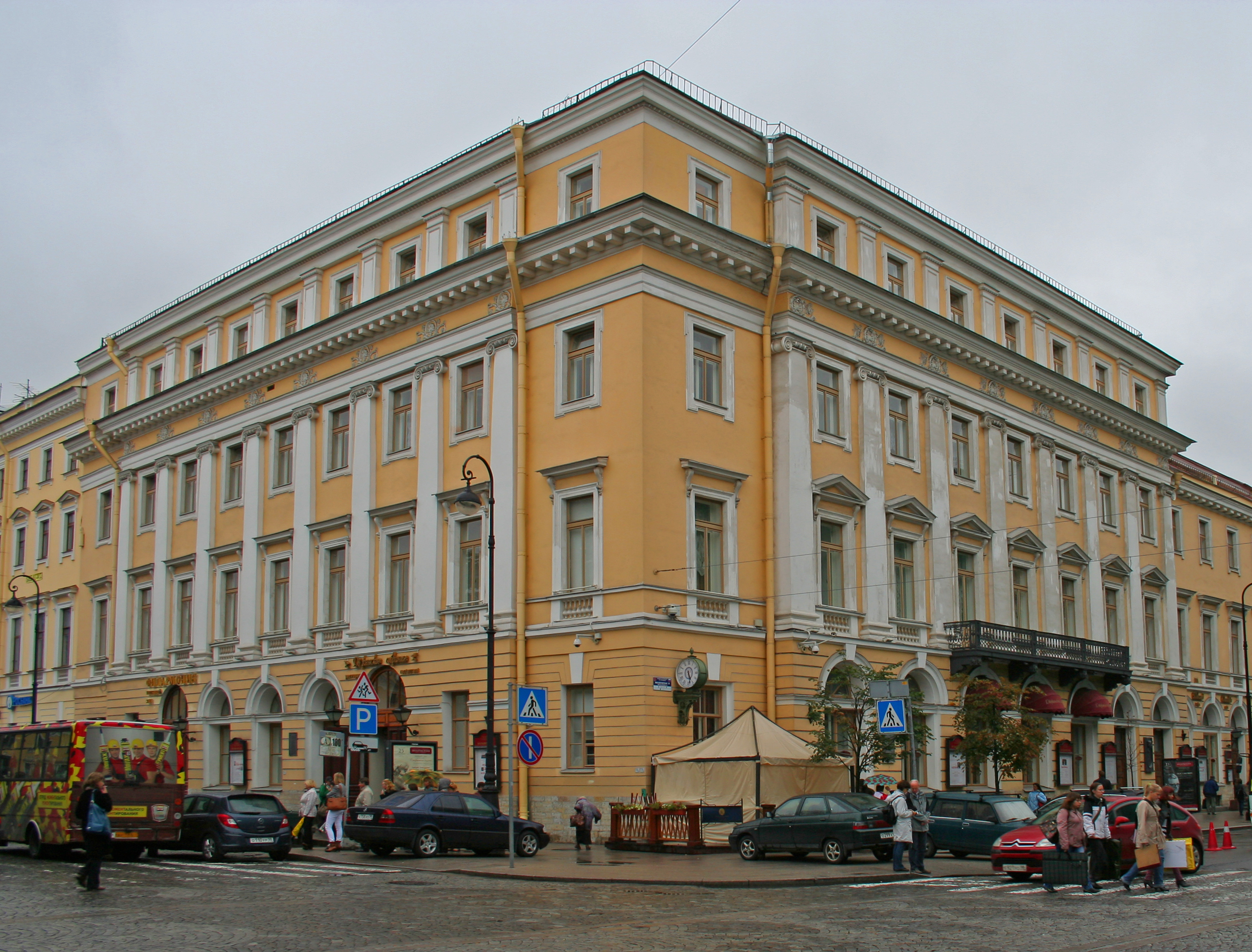
Дворянское собрание — Филармония имени Д. Д. Шостаковича

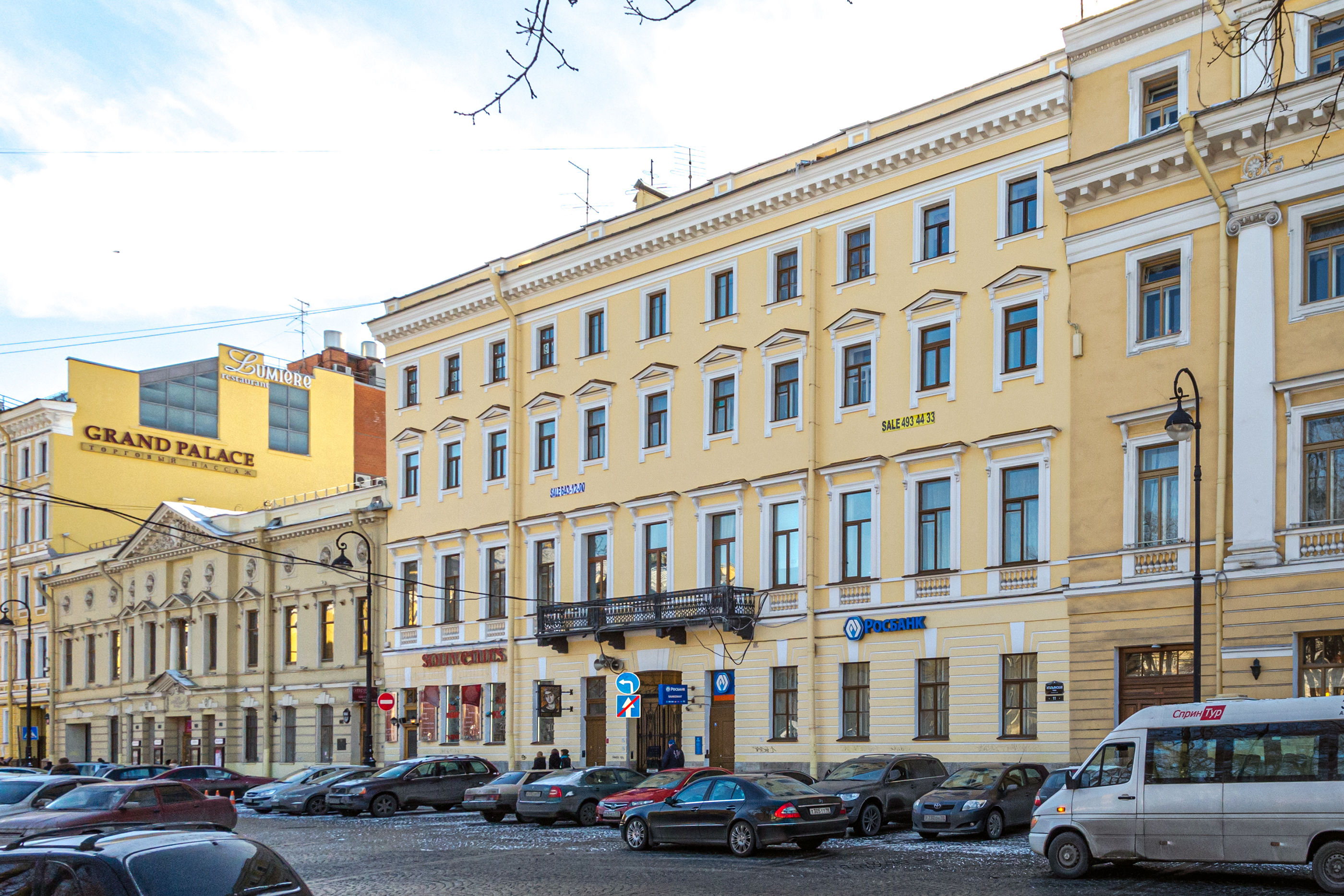
Доходный дом С. С. Абамелек-Лазарева

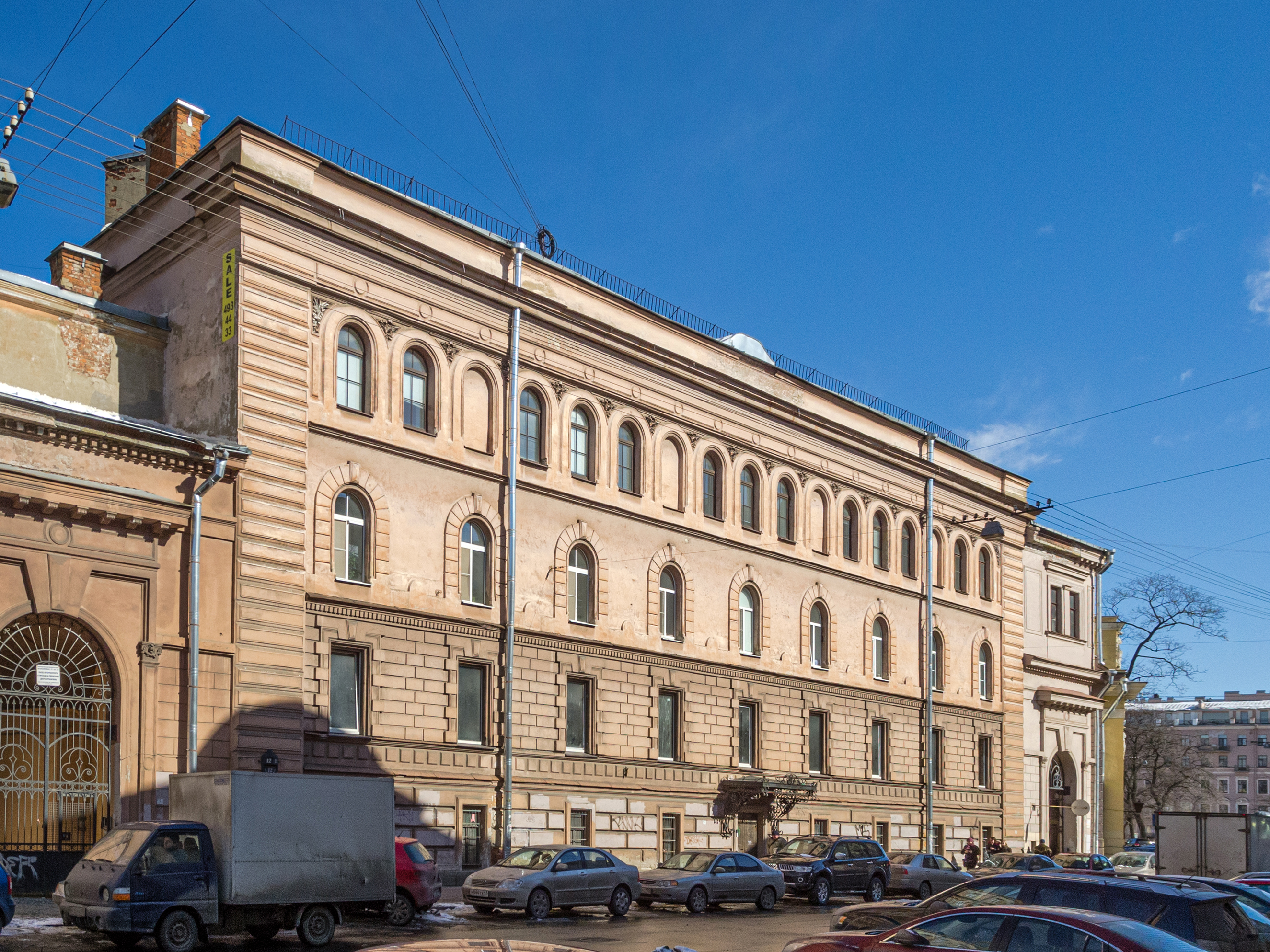
Кадетский корпус Императора Александра II

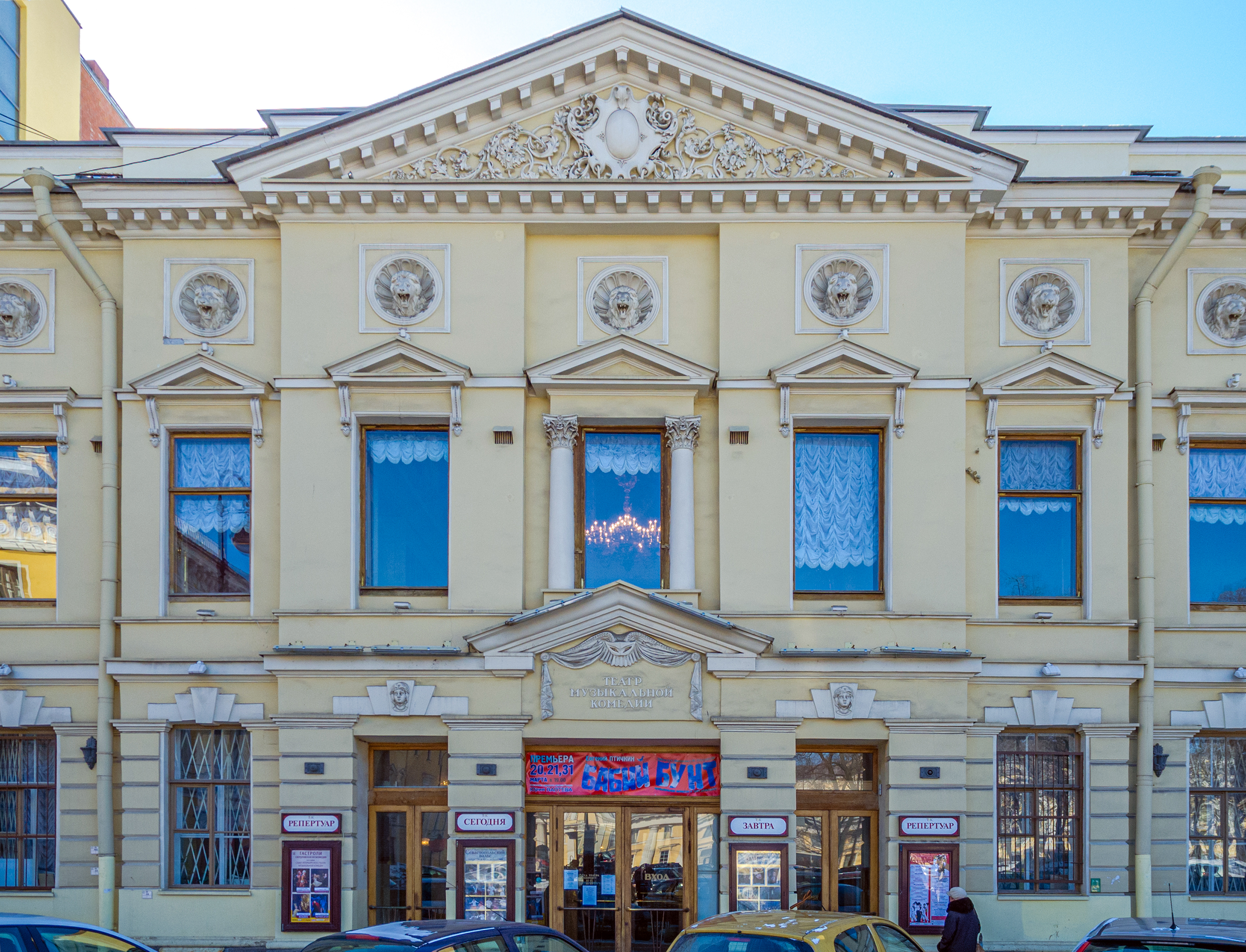
Театр Музыкальной Комедии

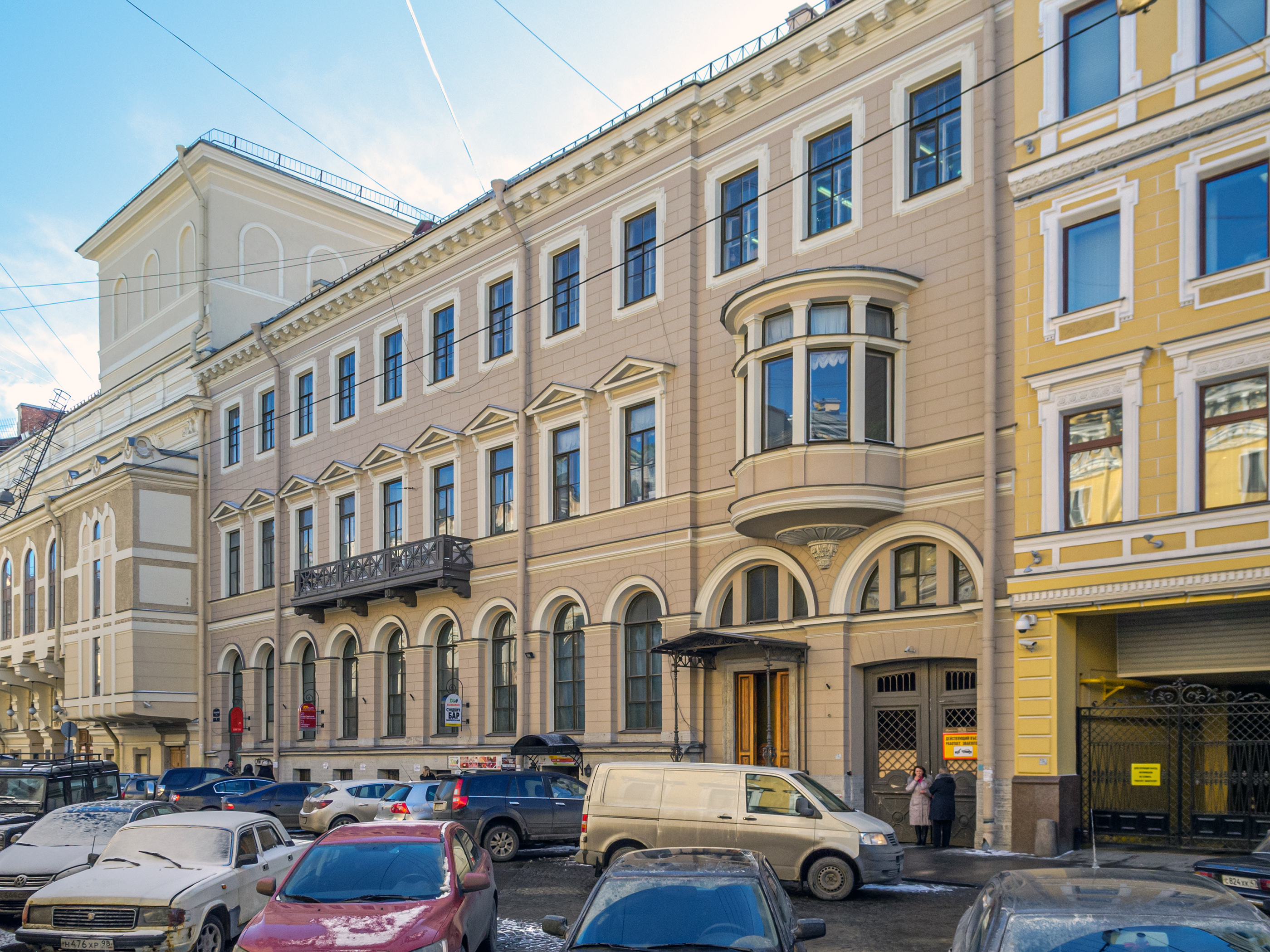
Особняк Гамбса — Центральное управление Главного общества российских железных дорог

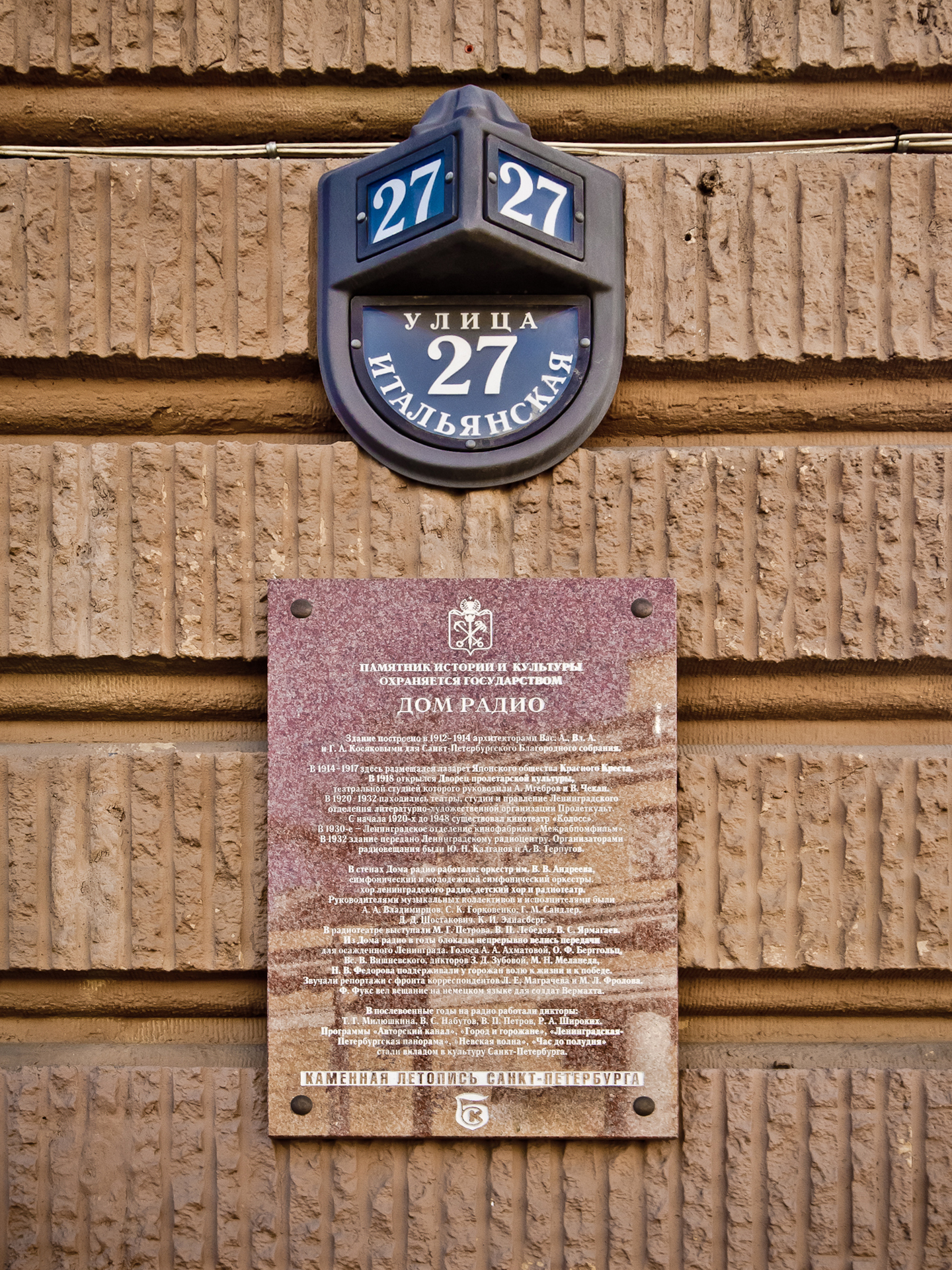
Мемориальная доска на стене Дома Радио

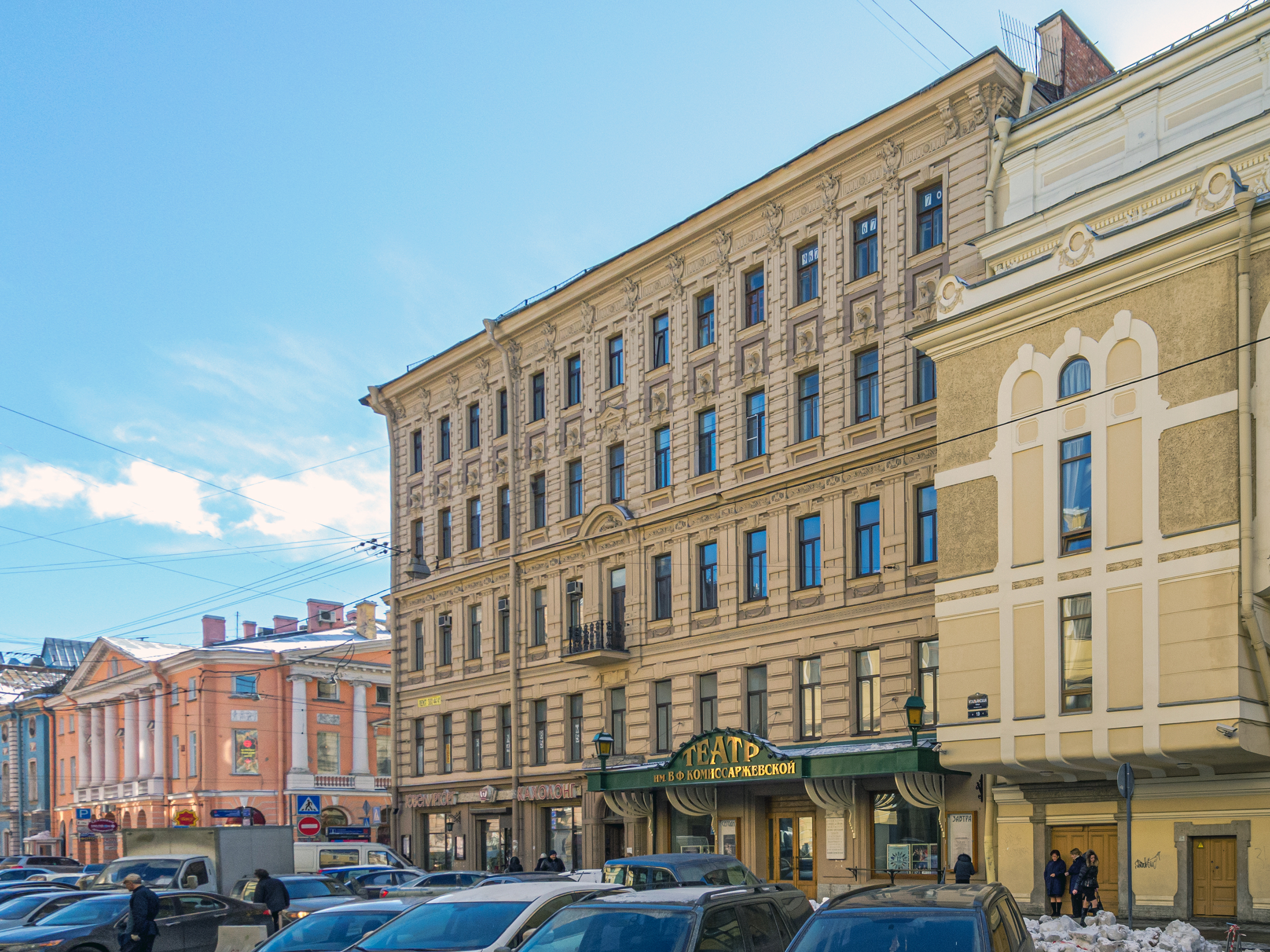
Академический драматический театр имени Комиссаржевской

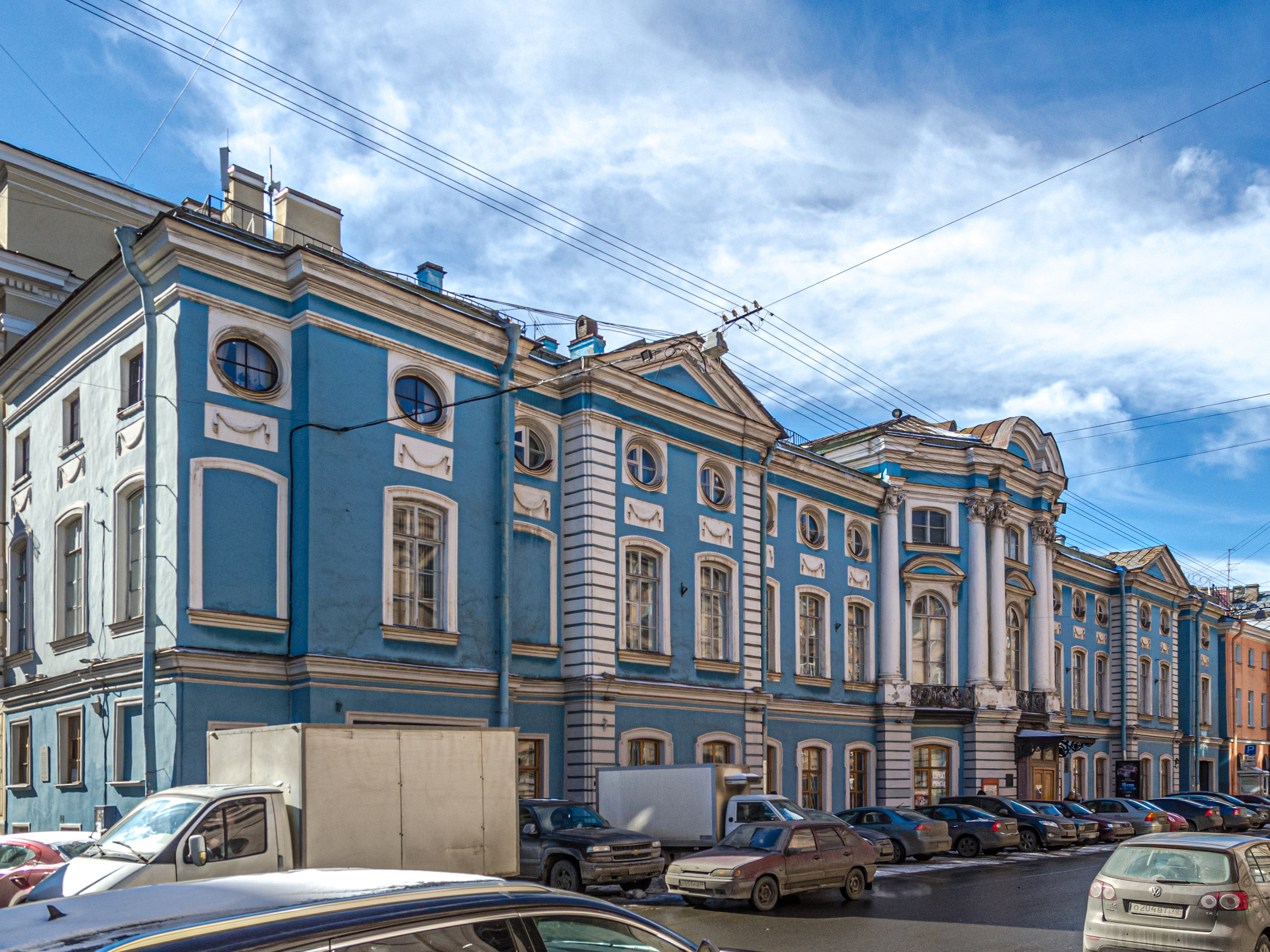
Дворец Шувалова

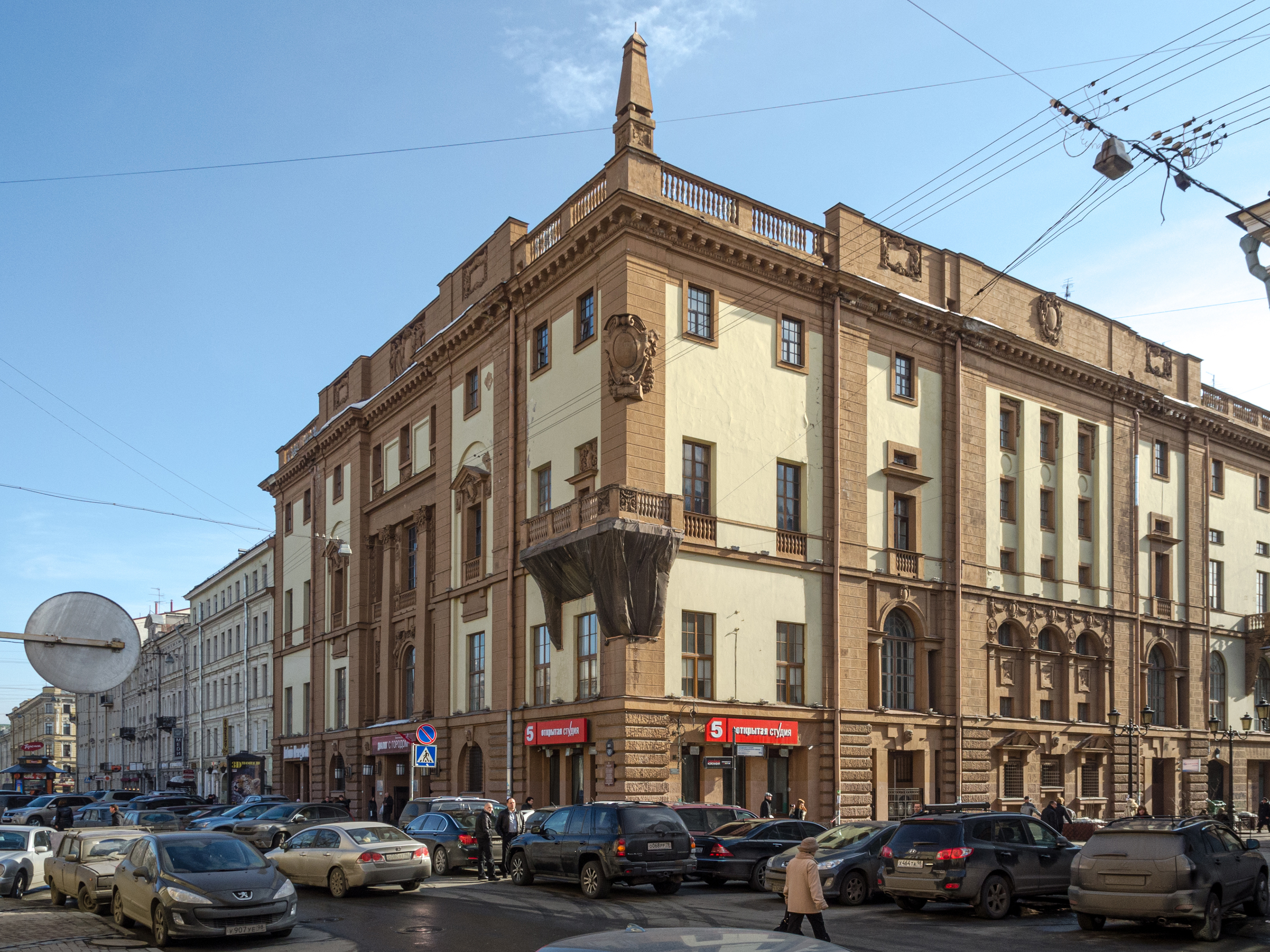
Благородное собрание — Дом радио

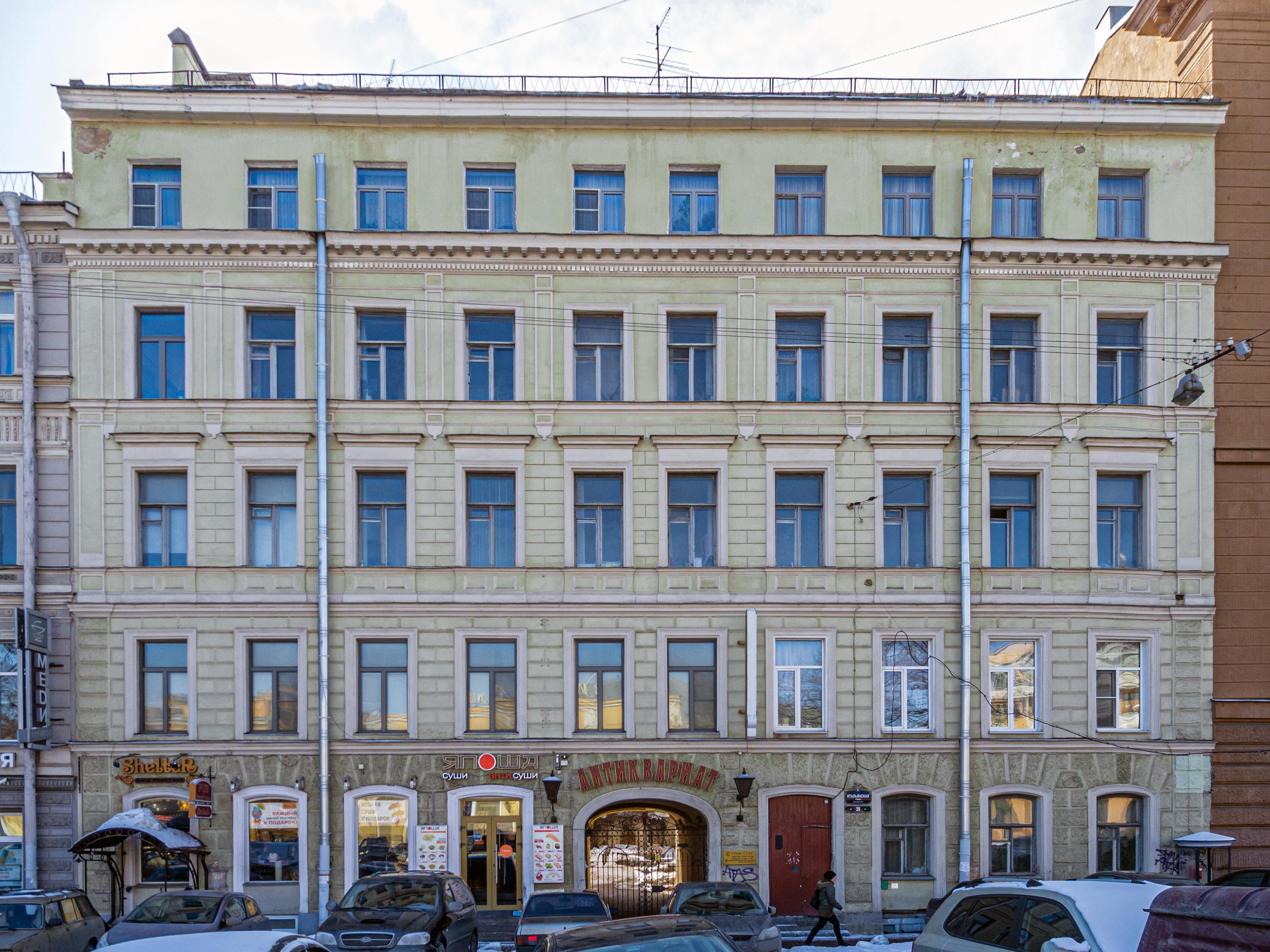
Доходный дом, Итальянская улица, 29

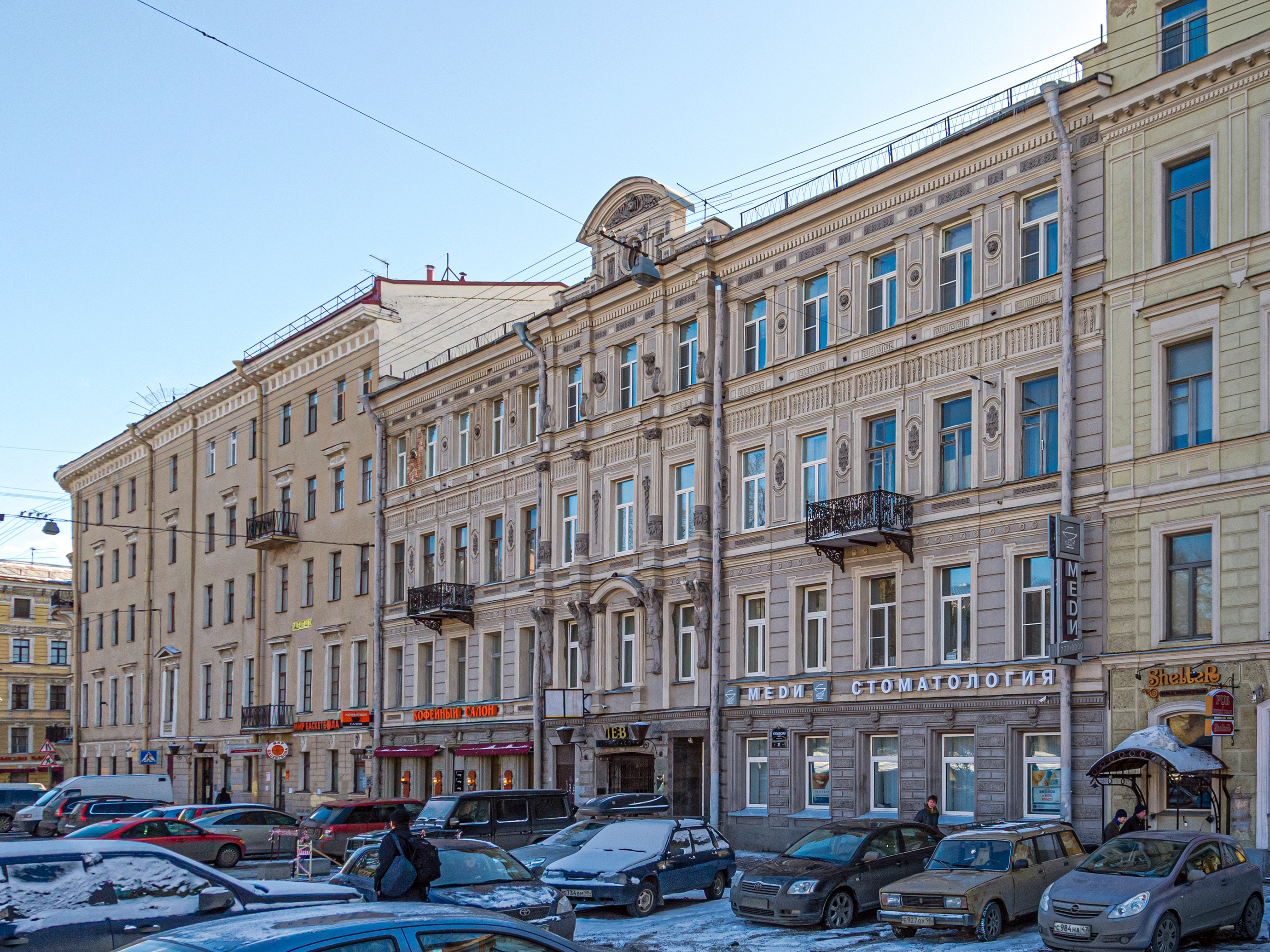
Доходный дом, Итальянская улица, 31 (на переднем плане)

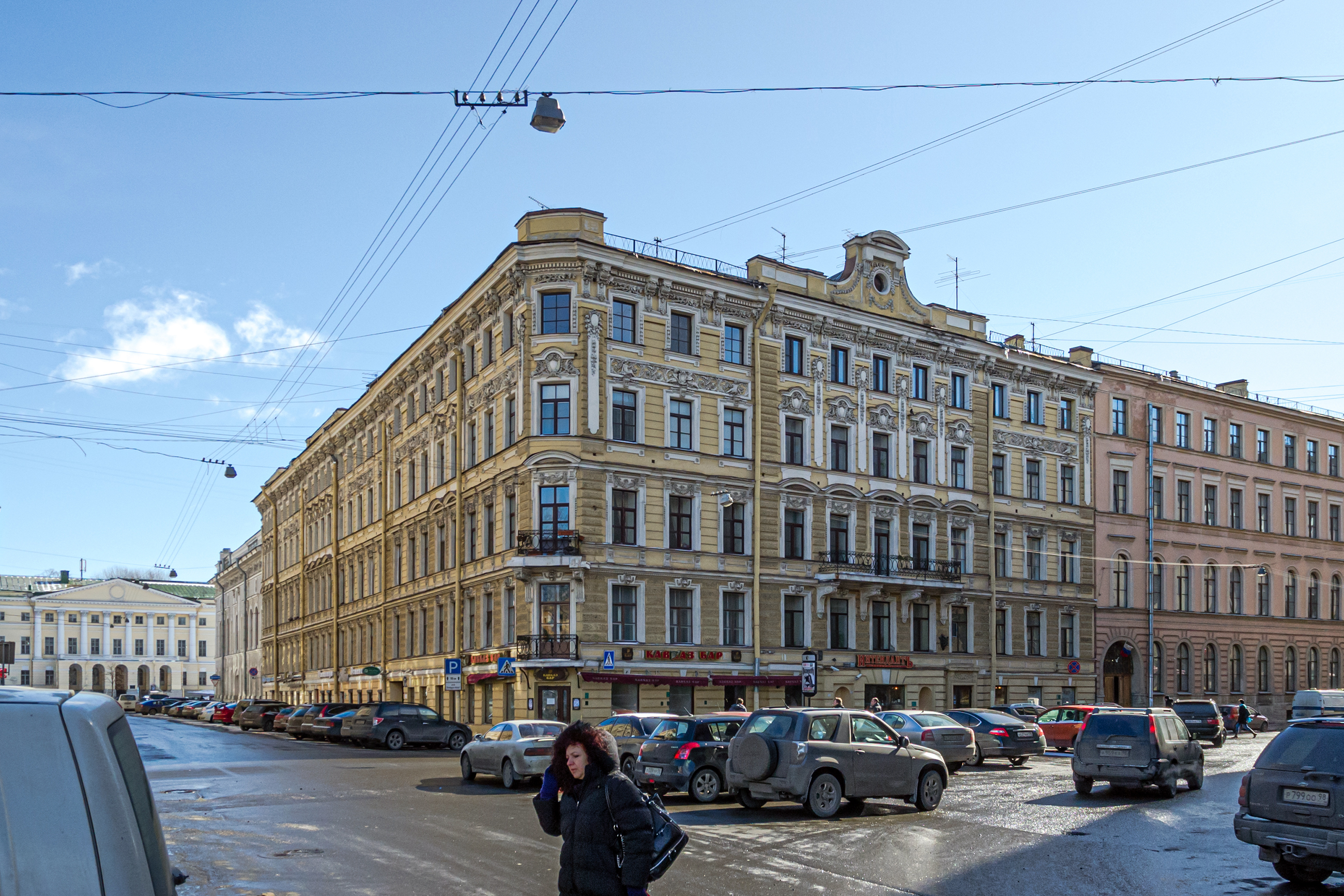
Доходный дом Мальцевой — Дом Фролова

№ 1 / 8 по набережной канала Грибоедова — здание в стиле классицизма. Возведено архитектором Луиджи Руска в 1801—1805 годах. До 1815 года здесь находилась коллегия иезуитов — учебное заведение закрытого типа. Затем некоторое время тут размещался дом для военных сирот.
Особняк М. А. Горчакова — Здание товарищества нефтяного производства «Братья Нобель»

№ 2 / 6 по набережной канала Грибоедова — здание 1852 года, в 1909 году перестроенное в стиле модерн. Архитекторы Николай Павлович Гребёнка, Александр Александрович Оссоланус (частичная перестройка здания), Фёдор Иванович Лидваль.
В 1912 году здесь некоторое время располагалось шведское консульство. В 1965 году в здании разместилось Министерство угольной промышленности.
Дом костёла святой Екатерины
№ 3 — здание в стиле классицизма, архитектор Луиджи Руска. В 1839 году здесь разместилась приходская школа для девочек. В 1906 году она была преобразована в гимназию. Здесь была открыта каплица Пресвятой Девы Марии.
Дом Жако — Дом Дашкова
№ 4 / 5 по площади Искусств — здание в стиле классицизма, архитектор Карл Росси. В 1900—1901 годах здесь жила балерина Анна Павлова.
Дом костёла святой Екатерины
№ 5 — здание в стиле классицизма, архитектор Карл Росси. В 1909—1910 годах здесь жила балерина Анна Павлова. В 2002 году на стене дома была установлена мемориальная доска (скульптор В. И. Трояновский, архитектор Т. Н. Милорадович).
Дом Виельгорских
№ 6 / 4 по площади Искусств — здание в стиле классицизма (1830—1832, архитекторы Карл Росси и Андрей Болотов). С 1844 года владельцами дома являлись музыканты — братья Михаил и Матвей Виельгорские.
Гостиница «Европейская»
 ОКН № 7802368000

№ 7 / 1 по Михайловской улице — здание в стиле эклектики (1873—1875, архитектор Людвиг Фонтана; 1908—1914, архитектор Фёдор Лидваль).
Здание Общества взаимного кредита уездного земства
№ 8  ОКН № 7832087000 — здание в стиле эклектики (1893—1894, архитектор Александр Хренов).
Дворянское собрание 
 ОКН № 7810534000

№ 9 / 2 по Михайловской улице — здание в стиле классицизма. Возведено в 1834—1839 годах архитектором Павлом Жако, фасад спроектирован Карлом Росси. В 1899—1901 годах перестроено по проекту Виктора Шрётера.
Дом Яковлевой
№ 10 / 5 по Садовой улице — здание в стиле классицизма (1820, архитектор Карл Росси).
Доходный дом С. С. Абамелек-Лазарева
№ 11  ОКН № 7800000088 — здание в стиле классицизма (1820, архитектор Карл Росси).
. В этом доме жил и работал живописец Валентин Серов.
Кадетский корпус Императора Александра II

№ 12 / 9 по Садовой улице — здание в стиле неоренессанса (1875—1878, архитекторы Леопольд Витовский, Генрих Войницкий, Иван Вальберг).
Учебное заведение было основано императором Александром II в 1873 году. В 1882 году 3-я военная гимназия была преобразована в Кадетский корпус.
Дом И. Л. Лазарева
 ОКН № 7802357000

№ 13  — двухэтажный особняк в стиле классицизма (1799—1802, архитектор Егор Соколов). В здании размещается Санкт-Петербургский театр музыкальной комедии.
Дом Алексина
№ 14 — здание в стиле неоклассицизма, доходный дом (1875—1878, архитектор Михаил Иванович Белов).
Дом Пентешиной 
№ 15 — доходный дом в стиле неоклассицизма (1879, архитектор Эдуард Гольдберг.
Дом с четырьмя колоннадами
 ОКН № 7810644000

№ 23 / 12 по Садовой улице. В первой половине XVIII века на этом месте находилось здание Тайной канцелярии. Существующее строение возведено в середине XVIII века для графа Ивана Шувалова, предположительно, архитектором Александром Кокориновым. В 1809—1810 годах было перестроено архитекторами Луиджи Руска и Сергеем Берниковым, придавшими ему классицистский облик.
В XIX веке здание принадлежало Министерству финансов. В 1912 году оно было продано Торгово-промышленному товариществу «Григорий Бекенсон». В 1914 году архитектор Яков Блувштейн соорудил каменную пристройку к флигелю, где был открыт зал для кинематографа. Здесь, в театре миниатюр «Павильон де Пари», в 1915 году состоялся дебют Александра Вертинского. Среди других арендаторов до 1917 года — редакция журнала «Семья и школа», правление Всероссийского профсоюза кредитных учреждений, кофейная «Ампир», книжный склад. После революции тут поочерёдно размещались почтово-телеграфное учреждение, Украинский коммунистический театр им. Тараса Шевченко, театр «Вольная комедия», кинотеатр «Капитолий» (с 1929 года — Кинотеатр рабочей молодежи, с начала 1970-х — «Молодёжный»). В 1926 году на месте бывшего кафе «Ампир» была организована первая в СССР кулинарная школа. В 1992—2008 годах часть здания занимала Санкт-Петербургская валютная биржа.
Особняк Гамбса
№ 17  ОКН № 7832088000 — здание в стиле эклектики. Особняк, построенный в 1836 году, перестраивался в 1856—1860 годах для Центрального управления Главного общества российских железных дорог (архитекторы Гаральдом Боссе и Людвиг Бонштедт. В 1890—1892 годах перестраивалось архитектором Юлием Бенуа. С 1965 года здесь находился Ленинградский сельскохозяйственный техникум имени С. М. Кирова.
Меблированные комнаты М. А. Ратькова-Рожнова 
№ 19 / 7 по Садовой улице — здание в стиле модерн (1883, архитектор Михаил Петерсон). Дом занимает Театр имени Комиссаржевской.
Дворец Шувалова
 ОКН № 7810535000

№ 25 — трёхэтажное здание в стиле барокко. Возведено в 1753—1755 годах архитектором Саввой Чевакинским для графа Ивана Шувалова, который разместил здесь своё собрание картин. После его смерти в 1797 году дом поступил в казну, и до 1917 года здесь находилось Министерство юстиции. С 1919 года здесь размещается Музей гигиены.
Благородное собрание — Дом радио
 ОКН № 7810536000

№ 27 — здание в стиле неоклассицизма (1912—1914, архитекторы братья Косяковы).
В годы Первой мировой войны, с 6 декабря 1914 года, в здании Благородного собрания был размещён лазарет японского отряда Красного Креста. В 1918 году здесь обосновалась организация «Пролетарская культура», в 1924 году открылся кинотеатр «Колосс». В 1933 году здание было передано Ленинградскому радио.
Доходный дом
№ 29 — здание в стиле классицизма (1851, архитекторы Николай Гребёнка, Александр Занфтлебен).
Доходный дом
№ 31 — здание в стиле эклектики (1875—1876, архитектор Александр Эрбер).
Доходный дом Мальцевой — Дом Фролова
№ 37 — здание 1870-х годов, архитектор Павел Сюзор.
Шуваловский дворец — дворец Нарышкиных

 ОКН № 7810667000

№ 39 / 21 по набережной реки Фонтанки — здание в стиле барокко (1790, архитектор Бернар Симон, 1844—1846, архитектор Николай Ефимов).
Памятник Тургеневу
Памятник писателю Ивану Тургеневу, расположенный в сквере, был открыт 14 августа 2001 года. Скульптура высотой 3,15 м выполнена из бронзы, постамент высотой 1,44 м — из серого полированного гранита.

## Инфраструктура

### Транспорт
- Невский проспект  Гостиный двор
- № 1, 3, 7, 22, 24, 27, 49
- № 1, 5, 7, 10, 11, 22

### Торговые центры
- Универмаг «Пассаж»: Невский проспект, дом 48, Итальянская улица, дом 19

### СМИ
- Радио Петербург, открытая студия телеканала «78»: Итальянская улица, дом 27